# 赵冀鲁
赵冀鲁（1962年11月—），河北黄骅人。1977年1月参加中国人民解放军。中国人民解放军国防大学联合战役学研究生学历。中国人民解放军少将。

## 生平
历任排长、连长、团作训股长、营长、团参谋长、副团长、团长，陆军第二十七集团军炮兵旅旅长，河北省邯郸某预备役炮兵旅旅长，河北省陆军预备役炮兵第七十二师师长。2011年，任中国人民解放军山西省军区参谋长。2012年3月，任陆军第六十五集团军参谋长。2014年12月，任该集团军副军长。2015年9月3日，在纪念中国人民抗日战争暨世界反法西斯战争胜利70周年大会阅兵中，任“狼牙山五壮士”英模部队方队领队。2016年2月，任中国人民解放军南部战区陆军副司令员。2017年4月，任山东省军区司令员。